# Harry Lennix
Harry Joseph Lennix (Chicago, 16 novembre 1964) è un attore statunitense.

## Biografia
Harry, il più giovane di quattro fratelli, avente lo stesso nome del padre, nacque a Chicago, figlio di Lillian Cleo, che gestisce una lavanderia, e Harry Lennix, un meccanico. Quest'ultimo è creolo, proveniente dalla Louisiana. Lennix frequentò la Quigley Preparatory Seminary South e la Northwestern University, dove studiò recitazione. Ha insegnato per diversi anni, e continua ad insegnare occasionalmente, musica ed educazione civica in diverse scuole pubbliche di Chicago.

### Carriera
Lennix ha avuto ruoli in film come Matrix Reloaded e Matrix Revolutions, The Five Heartbeats, il film di Spike Lee Bus in viaggio, Stepping - Dalla strada al palcoscenico, Ray, Love & Basketball, La bottega del barbiere 2, e State of Play. In televisione ha recitato la parte ricorrente dell'agente Ron Wagner in Un detective in corsia e ha fatto parte del doppiaggio della serie animata Legion of Super Heroes. Ha recitato anche nella serie TV dell'ABC Una donna alla casa bianca e nel film Titus (basato sul Titus Andronicus di Shakespeare) nel ruolo di Aaron.  Ha avuto il ruolo dell'attivista Walid Al-Rezani nella sesta stagione di 24. Poi è apparso in un episodio dello show Dr. House - Medical Division nel ruolo di un trombettista jazz paralizzato e in 6 episodi di E.R. - Medici in prima linea come Dr. Greg Fischer. Ha recitato anche nell'episodio The Blame Game della prima stagione di Ally McBeal.
Tra il 2009 e il 2010 ha recitato nel ruolo di Boyd Langton nella serie di Joss Whedon Dollhouse.
Tra il 2013 e il 2021 ha interpretato il generale Calvin Swanwick, alias Martian Manhunter, nei film del DC Extended Universe L'uomo d'acciaio, Batman v Superman: Dawn of Justice e Zack Snyder's Justice League, director's cut del film Justice League.

## Filmografia

### Cinema
- Uccidete la colomba bianca (The Package), regia di Andrew Davis (1989)
- The Five Heartbeats, regia di Robert Townsend (1991)
- Pioggia di soldi (Mo' Money), regia di Peter MacDonald (1992)
- Bob Roberts, regia di Tim Robbins (1992)
- Cara, insopportabile Tess (Guarding Tess), regia di Hugh Wilson (1994)
- Notes in a Minor Key, regia di Adisa Jones (1994)
- Comfortably Numb, regia di Gavin O'Connor (1995)
- Clockers, regia di Spike Lee (1995)
- Bus in viaggio (Get on the Bus), regia di Spike Lee (1996)
- Hellcab - Un inferno di taxi (Chicago Cab), regia di Mary Cybulski e John Tintori (1997)
- The Unspoken, regia di Frederick Marx (1999)
- The Artist's Journey, regia di Ray Giarratana (1999)
- Titus, regia di Julie Taymor (1999)
- Love & Basketball, regia di Gina Prince-Bythewood (2000)
- American Temp, regia di Alex Kogan (2001) – voce
- Home Invaders, regia di Gregory Wilson (2001)
- Tutto o niente (All or Nothing), regia di Mike Leigh (2002)
- Pumpkin, regia di Anthony Abrams e Adam Larson Broder (2002)
- Danni collaterali (Collateral Damage), regia di Andrew Davis (2002)
- Don't Explain, regia di Gordon Gavin (2002)
- Never Get Outta the Boat, regia di Paul Quinn (2002)
- Black Listed, regia di Robert Townsend (2003) – voce
- Matrix Reloaded (The Matrix Reloaded), regia di Andy e Larry Wachowski (2003)
- La macchia umana (The Human Stain), regia di Robert Benton (2003)
- Matrix Revolutions (The Matrix Revolutions), regia di Andy e Larry Wachowski (2003)
- Chrystal, regia di Ray McKinnon (2004)
- La bottega del barbiere 2 (Barbershop 2: Back in Business), regia di Kevin Rodney Sullivan (2004)
- Suspect Zero, regia di E. Elias Merhige (2004)
- Ray, regia di Taylor Hackford (2004)
- Trespass, regia di Xandy Smith – cortometraggio (2005)
- Sharif Don't Like It, regia di Shishir Kurup (2006)
- Stepping - Dalla strada al palcoscenico (Stomp the Yard), regia di Sylvain White (2007)
- La rivincita del campione (Resurrecting the Champ), regia di Rod Lurie (2007)
- Across the Universe, regia di Julie Taymor (2007)
- Fly Like Mercury, regia di Harry Lennix (2008)
- State of Play, regia di Kevin Macdonald (2009)
- L'uomo d'acciaio (Man of Steel), regia di Zack Snyder (2013)
- Evidence, regia di Olatunde Osunsanmi (2013)
- Chi-Raq, regia di Spike Lee (2015)
- Batman v Superman: Dawn of Justice, regia di Zack Snyder (2016)
- Troubled Waters, regia di Danny Green (2020)
- Zack Snyder's Justice League, regia di Zack Snyder (2021)

### Televisione
- A Mother's Courage: The Mary Thomas Story, regia di John Patterson – film TV (1989)
- Perry Mason: Una ragazza intraprendente (Perry Mason: The Case of the Defiant Daughter), regia di Christian I. Nyby II – film TV (1990)
- In the Best Interest of the Children, regia di Michael Ray Rhodes – film TV (1992)
- Vanishing Son II, regia di John Nicolella – film TV (1992)
- Vanishing Son IV, regia di John Nicolella – film TV (1994)
- Nothing but the Truth, regia di Michael Switzer – film TV (1995)
- Il cliente (The Client) – serie TV, 3 episodi (1995-1996)
- The Parent 'Hood – serie TV, 1 episodio (1996)
- Murder One – serie TV, 2 episodi (1996-1997)
- E.R. - Medici in prima linea (ER) – serie TV, 6 episodi (1997)
- Living Single – serie TV, 1 episodio (1997)
- L'amica del cuore (Friends 'Til the End), regia di Jack Bender – film TV (1997)
- Too Close to Home, regia di Bill Corcoran – film TV (1997)
- Da quando te ne sei andato (Since You've Been Gone), regia di David Schwimmer – film TV (1997)
- Un detective in corsia (Diagnosis Murder) – serie TV, 6 episodi (1997-1998)
- Ally McBeal – serie TV, 1 episodio (1998)
- Da un giorno all'altro (Any Day Now) – serie TV, 1 episodio (1998)
- The Practice - Professione avvocati (The Practice) – serie TV, 2 episodi (1998-2003)
- Giudice Amy (Judging Amy) – serie TV, 1 episodio (1999)
- JAG - Avvocati in divisa (JAG) – serie TV, 1 episodio (1999)
- Girlfriends – serie TV, 1 episodio (2002)
- Keep the Faith, Baby, regia di Doug McHenry – film TV (2002)
- The Handler – serie TV, 1 episodio (2003)
- Century City – serie TV, 1 episodio (2004)
- Second Time Around – serie TV, 1 episodio (2004)
- Dr. House - Medical Division (House, M.D.) - serie TV, episodio 1x09 (2005)
- Una donna alla Casa Bianca (Commander in Chief) – serie TV, 19 episodi (2005-2006)
- Legion of Super Heroes – serie animata, episodio 1x02 (2006) – voce
- 24 – serie TV, 6 episodi (2007)
- Working in the Theatre – serie TV, 1 episodio (2007)
- Little Britain USA – serie TV, 4 episodi (2008)
- Dollhouse – serie TV, 25 episodi (2009-2010)
- Undercovers – serie TV, 1 episodio (2010)
- The Blacklist – serie TV, 160 episodi (2013-2023)
- Billions – serie TV, 8 episodi (2016-2023)
- The Blacklist: Redemption – serie TV, episodio 1x07 (2017)

## Doppiatori italiani
Nelle versioni in italiano delle opere in cui ha recitato, è stato doppiato da:
- Saverio Indrio in Ray, State of Play, L'uomo d'acciaio, Batman v Superman: Dawn of Justice, The Blacklist (st. 8-10), Zack Snyder's Justice League
- Roberto Draghetti in Dollhouse, The Blacklist (st. 1-7), Undercovers, The Blacklist: Redemption
- Paolo Marchese in E.R. - Medici in prima linea, 24
- Stefano Mondini in Una donna alla Casa Bianca, Billions
- Fabio Boccanera in Matrix Reloaded, Matrix Revolutions
- Raffaele Fallica in Ally McBeal
- Nino Prester in Dr. House - Medical Division
- Ennio Coltorti in Titus
- Simone Mori in Danni collaterali
- Gerolamo Alchieri ne La macchia umana
- Massimo Lodolo ne La bottega del barbiere 2
- Claudio Fattoretto in Suspect Zero
- Angelo Nicotra in Stepping - Dalla strada al palcoscenico
- Giorgio Locuratolo in Un detective in corsia